# 法甘 (加利福尼亞州)
法甘（英語：Fagan）是位於美國加利福尼亞州比尤特縣的一個非建制地區。該地的面積和人口皆未知。

## 地理
法甘的座標為39°20′10″N 121°41′01″W / 39.33611°N 121.68361°W，而該地的平均海拔高度為28米（即92英尺）。